# Csanádapáca
Csanádapáca là một thị trấn thuộc hạt Békés, Hungary. Thị trấn này có diện tích 51,3 km², dân số năm 2010 là 2697 người, mật độ 53 người/km².